# بلو پاناروما ایرلاینز
بلو پاناروما ایرلاینز (به انگلیسی: Blue Panorama Airlines) یک شرکت هواپیمایی با کد یاتا BV است که در تاریخ ۳ سپتامبر ۱۹۹۸ میلادی تأسیس شده است. دفتر مرکزی بلو پاناروما ایرلاینز در فیومیچینو، ایتالیا واقع شده‌است و قطب این شرکت هواپیمایی در فرودگاه میلانو مالپنسا قرار دارد و به ۳۹ مقصد، پرواز مستقیم انجام می‌دهد.